# Костный жир
Костный жир — смесь различных животных жиров, извлекаемых из трубчатых и губчатых костей сельскохозяйственных животных, в основном свиней и крупного рогатого скота.

## Свойства
По внешнему виду костный жир высшего сорта напоминает топлёное коровье масло, хотя у жира низших сортов консистенция может быть жидкая или мазеобразная. Цвет костного жира высшего сорта — от белого до жёлтого (в расплавленном состоянии прозрачный), у первого и второго сорта допускается сероватый и зеленоватый оттенок (в расплавленном состоянии мутный). Вкус и запах приятные, в 1-м сорте допускается легкий привкус поджаренной шквары или вкус бульона.
Кислотное число костного жира не превышает 1,2 мг КОН. Массовая доля влаги в жире высшего сорта не более 0,25 %, 1-го сорта не более 0,30 %.

## Состав
В костном жире преобладают триглицериды олеиновой кислоты (около 60 %). Содержание полиненасыщенных жирных кислот в костном жире несколько больше, чем в других животных жирах, и составляет 5—10 %. Также в составе костного жира содержатся фосфолипиды, стерины, витамин А и β-каротин.

## Получение
Костный жир высшего сорта получают на виброэкстракторах из чистых свежих костей (освобожденных от остатков мяса, хрящей и сухожилий) убойных свиней и крупного рогатого скота. Низшие сорта костного жира получают вывариванием из второстепенного сырья (тщательно измельченных костных остатков), при этом жир из образовавшейся после вываривания эмульсии воды и жира отделяют центрифугированием.
Полученный продукт подвергают рафинации (очистке), основными операциями которой являются: отстаивание, отсолка, фильтрация, сепарирование, нейтрализация, отбелка и дезодорирование.

## Применение
В смеси с другими жирами, в том числе растительными, костный жир широко используется в кулинарной и хлебопекарной промышленности.